# Județul Golta
Județul Golta a fost unul dintre cele 13 județe care au făcut parte din Guvernământul Transnistriei, regiune aflată sub administrație românească între anii 1941 și 1944.

## Geografie
Județul, care se găsea în partea central-estică a Transnistriei, era împărțit administrativ într-un oraș, Golta, care era și sediul județului, și cinci raioane.
În sensul acelor de ceasornic, județul Golta se învecina la nord, nord-est și est cu fluviul Bug și cu Comisariatul Ucrainei, la sud cu județul Brerezovca, la sud și sud-vest cu județul Ananiev, iar la vest și nord-vest cu județul Balta.

## Componență
Reședința județului Golta se găsea la Golta.
Județul Golta era alcătuit din orașul Golta și cinci raioane, Crivoe-Oziero, Domaniovca, Golta, Liubașovca și Vradievca.